# Atech Grand Prix
Atech Grand Prix fue una escudería de automovilismo británica fundada en 2007. Participó en GP3 Series, Superleague Fórmula y Fórmula Renault Británica, entre otros campeonatos.
Se formó en 2007 como Hitech Junior Team de David Hayle, que había vendido su escudería de Fórmula 3 Británica Hitech Racing al empresario austríaco Walter Grubmuller, Sr. La escudería pasó a llamarse Atech Grand Prix, al final de 2009.
Su mayor éxito ha sido lograr el triunfo absoluto de la temporada 2009 de Superleague Fórmula, con Adrián Vallés, al volante del Liverpool FC.
En 2013 fue absorbida por Bamboo Engineering.

## Resultados

### GP3 Series
(Clave) (negrita indica pole position) (cursiva indica vuelta rápida puntuable)
| Año  | Chasis                             | Neu. | N.º | Pilotos           | 1   | 1   | 2   | 2   | 3   | 3   | 4   | 4   | 5   | 5   | 6   | 6   | 7   | 7   | 8   | 8   | Puntos | Pos. | Ref.  |
| ---- | ---------------------------------- | ---- | --- | ----------------- | --- | --- | --- | --- | --- | --- | --- | --- | --- | --- | --- | --- | --- | --- | --- | --- | ------ | ---- | ----- |
| 2010 | Dallara GP3/10 Renault 2.0 L Turbo | P    |     |                   | BAR | BAR | EST | EST | VAL | VAL | SIL | SIL | HOC | HOC | BUD | BUD | SPA | SPA | MNZ | MNZ | 26     | 7.º  | [ 2 ] |
| 2010 | Dallara GP3/10 Renault 2.0 L Turbo | P    | 29  | Patrick Reiterer  | NC  | 17  | 14  | 25  |     |     |     |     |     |     |     |     |     |     |     |     | 26     | 7.º  | [ 2 ] |
| 2010 | Dallara GP3/10 Renault 2.0 L Turbo | P    | 29  | Roberto Merhi     |     |     |     |     | 3   | 2   | Ret | 19  | 16  | Ret | Ret | 22  | 2   | 22† | 6   | 4   | 26     | 7.º  | [ 2 ] |
| 2010 | Dallara GP3/10 Renault 2.0 L Turbo | P    | 30  | Oliver Oakes      | 14  | 10  | 12  | Ret | Ret | 19  | 13  | 8   | 13  | 20† | 16  | 10  | 17  | 10  | 12  | 9   | 26     | 7.º  | [ 2 ] |
| 2010 | Dallara GP3/10 Renault 2.0 L Turbo | P    | 31  | Vittorio Ghirelli | DNS | DNS | 17  | 26  | 20  | 22  | 20  | 21  | 15  | 16  | 24  | 15  | Ret | Ret | 23  | 21  | 26     | 7.º  | [ 2 ] |
| 2011 | Dallara GP3/10 Renault 2.0 L Turbo | P    |     |                   | EST | EST | BAR | BAR | VAL | VAL | SIL | SIL | NÜR | NÜR | BUD | BUD | SPA | SPA | MNZ | MNZ | 7      | 10.º | [ 3 ] |
| 2011 | Dallara GP3/10 Renault 2.0 L Turbo | P    | 20  | Marlon Stöckinger | Ret | 23  | 26  | Ret | 14  | 16  | 16  | Ret | Ret | DNS | 12  | 17  | Ret | 10  | 19  | 13  | 7      | 10.º | [ 3 ] |
| 2011 | Dallara GP3/10 Renault 2.0 L Turbo | P    | 21  | Nick Yelloly      | 13  | 11  | 25  | 18  | 9   | 12  | 3   | 6   | 16  | 9   | 21  | Ret | Ret | 13  | Ret | Ret | 7      | 10.º | [ 3 ] |
| 2011 | Dallara GP3/10 Renault 2.0 L Turbo | P    | 22  | Zoël Amberg       | 12  | 14  | 16  | 10  | 11  | 18  | Ret | 16  | 21  | 20  | 15  | 16  | Ret | 12  | Ret | Ret | 7      | 10.º | [ 3 ] |
| 2012 | Dallara GP3/10 Renault 2.0 L Turbo | P    |     |                   | BAR | BAR | MON | MON | VAL | VAL | SIL | SIL | HOC | HOC | BUD | BUD | SPA | SPA | MNZ | MNZ | 39     | 8.º  | [ 4 ] |
| 2012 | Dallara GP3/10 Renault 2.0 L Turbo | P    | 29  | Tamás Pál Kiss    | 12  | Ret | 2   | 9   | 9   | 10  | 11  | 14  | 6   | 4   | 14  | 10  | 17  | 10  | 9   | 15  | 39     | 8.º  | [ 4 ] |
| 2012 | Dallara GP3/10 Renault 2.0 L Turbo | P    | 30  | John Wartique     | 21  | 13  | 17  | 13  | 12  | Ret |     |     |     |     |     |     | 23  | 17  | 17  | 18  | 39     | 8.º  | [ 4 ] |
| 2012 | Dallara GP3/10 Renault 2.0 L Turbo | P    | 30  | Fabio Gamberini   |     |     |     |     |     |     | 23  | 8   |     |     |     |     |     |     |     |     | 39     | 8.º  | [ 4 ] |
| 2012 | Dallara GP3/10 Renault 2.0 L Turbo | P    | 30  | Facu Regalia      |     |     |     |     |     |     |     |     |     |     | 18  | 18  |     |     |     |     | 39     | 8.º  | [ 4 ] |
| 2012 | Dallara GP3/10 Renault 2.0 L Turbo | P    | 31  | Ethan Ringel      | Ret | 18  | Ret | 18  | 14  | Ret | Ret | 17  | 18  | 16  | 22  | 17  | 24  | 22  | 18  | Ret | 39     | 8.º  | [ 4 ] |